# Furacão do Texas de 1941
O Furacão do Texas de 1941, a segunda tempestade da Temporada de furacões no Atlântico de 1941, foi um ciclone tropical que atingiu a costa do Texas em setembro de 1941, causando danos relativamente severos. Estima-se que a tempestade tenha se formado no leste do Golfo do México em 16 de setembro daquele ano. Após o furação ganhar força, ele deu uma volta em sentido horário e virou para noroeste, atingindo a costa perto de Matagorda e rapidamente se enfraquecendo. O dano da tempestade custou mais de seis milhões e meio de dólares[a] e as culturas da região foram em grande parte destruídas, causando um grande dano à cidade de Houston e interrompendo as Louisiana Maneuvers. No total, quatro pessoas perderam suas vidas no ciclone.

## Histórico meteorológico

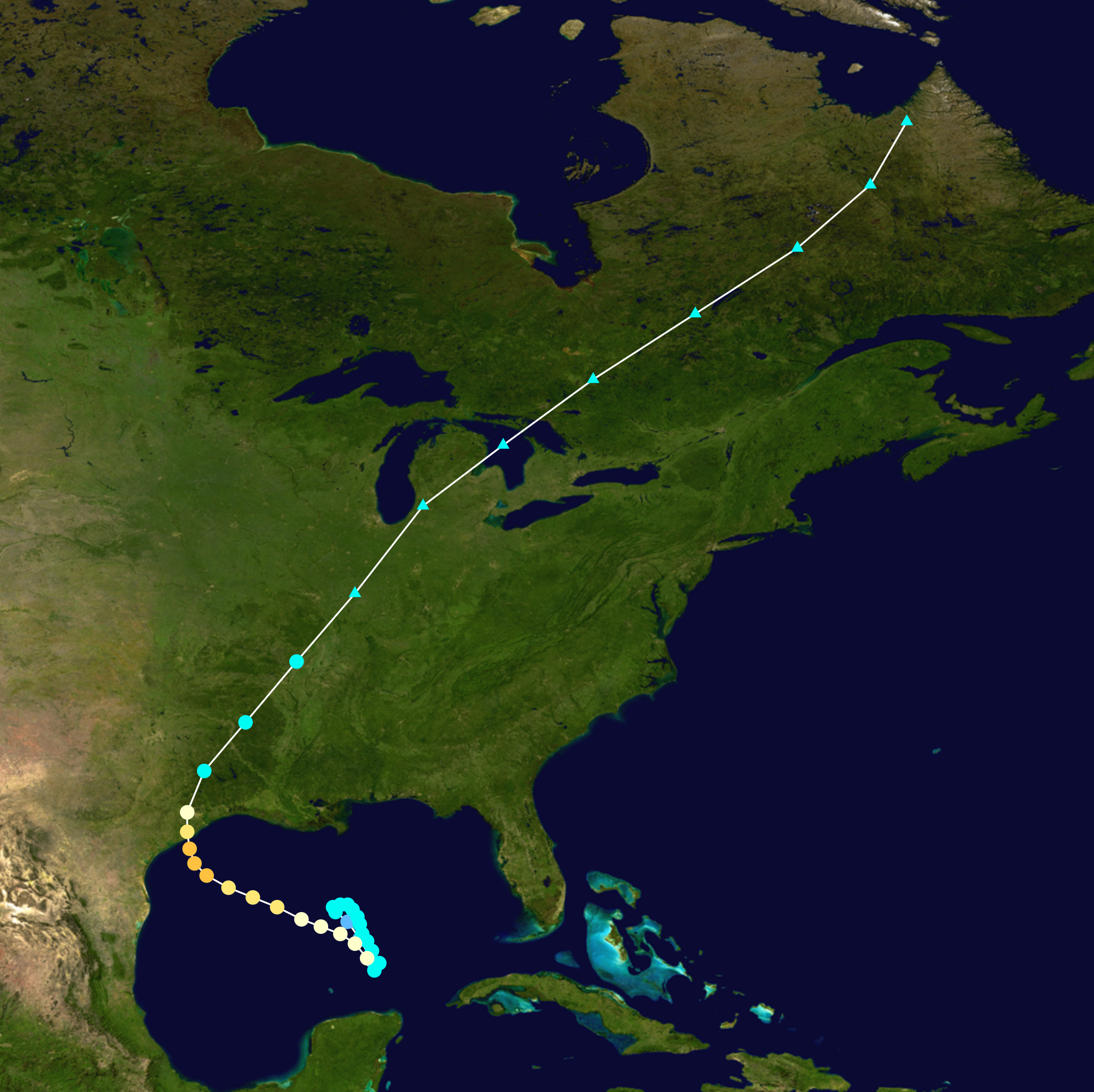
O caminho da tempestade

A segunda tempestade tropical da Temporada se formou na costa da Flórida em 16 de setembro de 1941, se movendo a oés-sudoeste. Operacionalmente, o ciclone foi observado pela primeira vez como um leve distúrbio em 18 de setembro, a cerca de 180 milhas (290 km) ao sul da Louisiana. A tempestade voltou-se ligeiramente em direção a noroeste antes de atingir a Categoria 1 na Escala de furacões de Saffir-Simpson. Gradualmente se intensificando, a tempestade atingiu seu auge no início do dia vinte, com ventos que chegaram a 90 milhas (150 km/h). O ciclone começou a seguir rumo sul em direção a Península de Yucatan, e acabou completando um looping em sentido horário ao longo do Golfo do México. Após voltar a rumo norte, o furacão acelerou levemente e em 21 de setembro estava localizado próximo da região onde foi inicialmente detectado.
Em 22 de setembro, o furacão começou a enfraquecer, mesmo ainda mantendo-se na categoria um por mais dois dias. O ciclone seguiu direção a noroeste, atravessando a parte ocidental do golfo e movendo-se em terra próximo de Matagorda, na tarde do dia 23 de setembro, e após chegar em terra transformou-se em uma tempestade tropical. O centro da tempestade passou para um pouco a leste de Houston, onde a pressão barométrica caiu para 971 mb, a menor registrada em associação com o furacão. A tempestade se tornou extratropical no fim do dia 24 de setembro, uma vez que progrediu rapidamente ao longo do vale do rio Mississípi, remanescendo ao sul do Quebec.

## Preparação
Com o avanço da tempestade, foram distribuídos alertas e avisos pelo jornal, rádio, telégrafo e telefone. Cerca de 25 mil pessoas evacuaram suas casas, e algumas pequenas cidades foram consideradas desertas. Pessoas em áreas mais baixas da Louisiana procuraram abrigo da maré ciclônica que se formou ao longo do norte da Costa do Golfo. Residentes do Texas prepararam suas casas em empresas para o furacão, e os proprietários de barcos os tiraram da água. Em Port Arthur estruturas foram vedadas e centenas de refugiados procuraram abrigo em hotéis. Trabalhadores da Cruz Vermelha Americana foram enviados para o estado. Em Houston, um hospital temporário foi erguido. Policiais e bombeiros na cidade foram postos em alerta. Embarcações foram aconselhadas a proceder com cautela.

## Impacto
O dano total causado pelo furacão é estimado em mais de sete milhões de dólares, dos quais quatro podem ser atribuídos a destruição das culturas de arroz e algodão. O furacão afetou o sul da Louisiana uma semana das Louisiana Maneuvers uma série de exercícios militares que ocorrera entre agosto e setembro de 1941. O exercício tinha como objetivo testar o treinamento, a logística, a doutrina e os comandos das tropas americanas, sendo considerado uma preparação para a Segunda Guerra Mundial. As chuvas provocaram a inundação dos rios, e como resultado, os veículos do exército ficaram presos na lama. Centenas de aviões militares foram forçados a voltar ao abrigo.